# Chamonix Challenge
Chamonix Challenge è un videogioco sportivo con ambientazione alpinistica pubblicato da Infogrames nel 1987-1988 per diversi computer.
Pubblicato per la prima volta nel 1987 come Bivouac per l'Amstrad CPC, fu convertito entro l'anno seguente per le piattaforme MS-DOS, Amiga, Atari ST, Commodore 64, Apple IIGS, Thomson MO6, Thomson TO8 e ZX Spectrum e messo in commercio come Final Assault dalla Epyx. In Europa uscì anche come Chamonix Challenge a richiamare la famosa località di Chamonix ai piedi del Monte Bianco. Il nome cambiava anche a seconda dei mercati e della versione: in Italia la versione per Olivetti Prodest PC 128 fu venduta come Chamonix Challenge Quota 2000.
In alcune edizioni il gioco ha avuto come testimonial l'alpinista Éric Escoffier.

## Modalità di gioco
Il gioco è un simulatore sportivo di alpinismo ambientato in un comprensorio montano idealmente posto sulle Alpi. Scopo del gioco è quello di scalare 6 vette, ognuna con un percorso che offre un grado di difficoltà crescente, che varia anche in funzione della stagione scelta: in inverno si hanno temperature più basse, in primavera la neve è più farinosa e il rischio di valanghe è maggiore. Si può anche selezionare l'orario di partenza: se la scalata è lunga, il giocatore si trova ad affrontare anche la notte. Scelta la vetta, il giocatore deve preparare lo zaino con degli oggetti che lo aiuteranno durante la scalata, come rampini, piccozze, corde, abbigliamento vario e generi alimentari. Il giocatore effettua le selezioni mediante un puntatore mosso con l'uso del mouse, del joystick o dei tasti freccia.
Il giocatore deve bilanciare bene lo zaino: più oggetti porta con sé più aiuti avrà durante la scalata, soprattutto se questa è lunga e viene fatta in inverno, ma nello stesso tempo uno zaino pieno rappresenta un peso maggiore da portare in spalla, cosa che affatica il personaggio durante la scalata. Il gioco offre diverse modalità: il personaggio si troverà ad attraversare sentieri dove si hanno dei crepacci nascosti, pendii scoscesi, pareti verticali rocciose. Ogni ambientazione può richiedere uno o più degli oggetti scelti in partenza. Il gioco richiede al giocatore diverse tecniche per affrontare le varie ambientazioni, la conoscenza delle quali è necessaria per il superamento degli ostacoli al pari di un buon corredo di oggetti. Ciò che prova il personaggio di gioco è rappresentato graficamente a lato dell'area di gioco, dove una vignetta raffigurante il suo volto ci fa intendere se egli ha fame, sete, è stanco e necessita di un piccolo riposo oppure ha sonno e deve dormire: continuare la scalata senza soddisfare le necessità manifestate dal personaggio porterà prima o poi lo stesso a cadere giù dalla montagna.